# Kis-Kő-hegyi-kőfülke
A Kis-Kő-hegyi-kőfülke a Duna–Ipoly Nemzeti Parkban lévő Visegrádi-hegységben, Pomáz területén található egyik üreg.

## Leírás
A Kő-hegyi turistaháztól körülbelül 300 méternyire, az északra vezető sárga jelzésű út nagy kanyarulatában, a bal, nyugati oldalon, az úttól körülbelül 10 méterre és feljebb található. Az enyhe lejtésű domboldal itt kicsit leszakadt és benne feltárult a néhány méteres üreg a sziklafalban.
Ézsiás Györgyék a januári ottjártukkor megfigyelték, hogy a kis, nyitott üregben melegebb volt a levegő, mint a környezetében, de nem gőzölgött. Helyi jelentőségű, kis méretű üreg.
1993-ban volt először Kis-Kő-hegyi-kőfülke néven említve az üreg az irodalmában. Előfordul az üreg az irodalmában Kis-Kő-hegyi-fülke és Kis Kő-hegyi-kőfülke neveken is.

## Kutatástörténet
Budai Kornél bukkant rá. Ézsiás Györgyék 1991 januárjában keresték fel az üreget. Korábbi kutatottságáról nincs adat. A Kárpát József által 1991-ben írt kéziratban meg van említve, hogy a Kis Kő-hegyi kőfülke (Szentendre) ismeretlen méretű.
Az Eszterhás István által írt Magyarország nemkarsztos barlangjainak lajstroma című, 1993-ban készült kéziratban az olvasható, hogy a Visegrádi-hegységben, a 4900-as barlangkataszteri területen, Pomázon helyezkedik el a Kis-Kő-hegyi-kőfülke. Az andezittufában keletkezett barlang ismeretlen méretű. Az összeállításban fel van sorolva az a Magyarországon, nem karsztkőzetben kialakult, létrehozott 520 objektum (478 barlang és 42 mesterséges üreg), amelyek 1993 végéig ismertté váltak. Magyarországon 8 barlang, illetve mesterségesen létrehozott, barlangnak nevezett üreg alakult ki, lett kialakítva andezittufában. A Visegrádi-hegységben 33 barlang jött létre nem karsztkőzetben. 1996-ban Eszterhás Istvánék írták le.
A 2001. november 12-én készült Magyarország nemkarsztos barlangjainak irodalomjegyzéke című kézirat barlangnévmutatójában szerepel a Kis Kő-hegyi-kőfülke. A barlangnévmutatóban meg van említve 2 irodalmi mű, amelyek foglalkoznak az üreggel. A 364. tétel nem említi, a 363. tétel említi. A 2014. évi Karsztfejlődésben megjelent tanulmányban az olvasható, hogy a Pomázon található Kis-Kő-hegyi-kőfülke nincs felmérve. A barlang a Visegrádi-hegység 101 barlangjának egyike.